# Юрчихин, Фёдор Николаевич
Фёдор Никола́евич Юрчи́хин (род. 3 января 1959 года, Батуми, Грузинская ССР, СССР) — российский космонавт (423-й космонавт мира и 98-й космонавт России). Герой Российской Федерации, лётчик-космонавт Российской Федерации.

## Биография
Родился в городе Батуми Аджарской АССР. Его родители — Николай Фёдорович и Микрула Софокловна — по национальности понтийские греки, в настоящее время проживают в районе Синдос города Салоники (Греция).
В 1976 году окончил русскую среднюю школу № 5 имени академика С. П. Королёва в Батуми, учился в физико-математическом классе.
В январе 1983 года окончил Московский авиационный институт (МАИ), факультет «Летательные аппараты», кафедра № 608 «Проектирование аэрогидрокосмических систем», получил квалификацию «инженер-механик».
В 2001 году окончил Российскую академию государственной службы.
С сентября 1983 года работал инженером (с февраля 1991 года — старшим инженером) 115-го отдела 11 отделения ГКБ НПО «Энергия». С ноября 1990 по июнь 1991 года являлся руководителем оперативной группы управления НИС «Космонавт Юрий Гагарин». Работал в Главной оперативной группе управления (ГОГУ) ЦУПа в качестве: ведущего программы резервного варианта, ведущего программы текущих суток, ведущего специалиста массивов цифровой информации системы управления движением, сменного руководителя группы планирования по грузовому кораблю «Прогресс». В 1995—1997 годах работал помощником руководителя полётом по программе «Мир-НАСА».
Прошёл медицинское обследование в ИМБП, ранее в МСЧ N170, 15 октября 1996 года признан годным к специальным тренировкам. 28 июля 1997 года на заседании Государственной межведомственной комиссии (ГМВК) рекомендован к зачислению в отряд космонавтов РКК «Энергия», 14 октября назначен на должность кандидата в космонавты-испытатели отряда космонавтов РКК «Энергия».
С 16 января 1998 по 26 ноября 1999 года проходил общекосмическую подготовку (ОКП) в РГНИИ ЦПК им. Ю. А. Гагарина и успешно сдал все экзамены. 1 декабря 1999 года решением Межведомственной квалификационной комиссии (МВКК) ему была присвоена квалификация «космонавт-испытатель». 9 февраля 2000 года был назначен на должность космонавта-испытателя отряда космонавтов РКК «Энергия».
С 7 февраля 2000 года проходил подготовку в РГНИИ ЦПК в составе группы космонавтов по программе МКС.
1 августа 2001 года на заседании МВК был утверждён в качестве российского члена экипажа STS-112 для полёта по программе ISS-9A. 17 августа 2001 года назначение было официально подтверждено НАСА. В сентябре 2001 года приступил к подготовке к полёту в Космическом центре имени Джонсона (США).
В настоящее время является корреспондентом познавательной телепрограммы «Космонавтика» на круглосуточном информационном канале «Россия-24» и программы «Пора в космос!» на детском телеканале «Карусель». Принимал участие в работе над анимационным сериалом «Космические Юра и Нюра». Входит в экспертный совет журнала «Вестник ГЛОНАСС».
В ноябре 2018 года возглавил центр «Космонавтика и авиация» в павильоне № 34 «Космос» на ВДНХ. В должности президента центра он активно развивает образовательную и просветительскую деятельность.
В ночь на 15 сентября 2019 года появилось сообщение о том, что 60-летний Фёдор Юрчихин, старейший из действующих российских космонавтов, отстранён медицинской комиссией по состоянию здоровья; это решение «является окончательным», но должно быть подтверждено межведомственной комиссией.
Жена — Лариса Анатольевна Юрчихина. Имеет двух дочерей.

## Первый полёт
С 7 по 18 октября 2002 года совершил свой первый полёт на американском шаттле «Атлантис» STS-112 в качестве специалиста полёта.
Проводил работы на орбите вместе с экипажем 5-й основной экспедиции МКС.
Во время полёта впервые в мировой практике, находясь на орбите, принимал участие в переписи населения.

## Второй полёт
В мае 2006 года Фёдор Юрчихин решением Роскосмоса, ЦПК и РКК «Энергия» в предварительном порядке был назначен в основной экипаж 15-й экспедиции на МКС вместе с Олегом Котовым и Клейтоном Андерсоном, в начале июня 2006 года Роскосмос и NASA окончательно сформировали экипажи МКС-15. Старт был запланирован на март 2007 года, но затем передвинут на апрель.
Стартовал 7 апреля 2007 года в качестве бортинженера корабля «Союз ТМА-10» и командира экипажа МКС по программе 15-й основной экспедиции, вместе с Олегом Котовым и Чарльзом Шимоньи (англ. Charles Simonyi). 9 апреля 2007 года «Союз ТМА-10» состыковался с МКС, и экипаж приступил к выполнению программы работ на станции.
Во время полёта совершил три выхода в открытый космос:
- 30 мая — продолжительностью 5 часов 25 минут, космонавты установили дополнительные противометеоритные панели на российском сегменте МКС и заменили старый высокочастотный кабель на новый;
- 6 июня — продолжительностью 5 часов 38 минут, на модуле «Пирс» смонтирована платформа с тремя контейнерами научной аппаратуры, проведены работы на модуле «Звезда»;
- 24 июля — продолжительностью 7 часов 41 минута, демонтирован резервуар для аммония.

21 октября 2007 года капсула с экипажем МКС-15 Олегом Котовым и Фёдором Юрчихиным, а также первым космонавтом (ангкасаваном) Малайзии Шейхом Музафаром Шукором приземлилась севернее города Аркалык (Казахстан). При этом из-за повреждения кабеля, соединявшего пульт управления спуском с аппаратурой «Союза ТМА-10», спускаемая капсула перешла из управляемого режима в баллистический и приземлилась в 70 километрах от запланированного места посадки. Космонавты испытали перегрузки почти в девять единиц.

## Третий полёт
Стартовал 16 июня 2010 года в качестве командира космического корабля «Союз ТМА-19» и бортинженера экипажа МКС по программе 24-й и 25-й основной экспедиции вместе с астронавтами НАСА Даглас Уилок и Шеннон Уокер. 18 июня 2010 года «Союз ТМА-19» состыковался с МКС и экипаж приступил к выполнению программы работ на станции. Во время полёта совершил два выхода в открытый космос: 27 июля 2010 года — продолжительностью 6 часов 43 минуты. Во время выхода космонавты Ф. Юрчихин и М. Корниенко произвели замену телевизионной камеры на агрегатном отсеке модуля «Звезда» и последующее выбрасывание старой, прокладку и подключение кабелей системы управления бортовой аппаратурой модуля «Рассвет» к модулю «Звезда», а также кабелей радиотехнической системы «Курс» модуля «Рассвет» к модулю «Заря». 15 ноября 2010 года — продолжительностью 6 часов 27 минут. Во время выхода космонавты Ф. Юрчихин и О. Скрипочка обустроили на служебном модуле «Звезда» универсальное рабочее место для размещения научной аппаратуры российских и европейских экспериментов, а также установили мягкие поручни на модуле «Пирс», отключили и демонтировали телекамеру на модуле МИМ-1 «Рассвет» со стороны активного стыковочного агрегата. 26 ноября 2010 года корабль «Союз ТМА-19» отстыковался от МКС и совершил мягкую посадку на территории Казахстана в 35 км юго-восточнее города Аркалык. Дата посадки была перенесена на 4 дня раньше запланированного срока из-за закрытия воздушного пространства Казахстана, в связи с проведением Саммита ОБСЕ.
Продолжительность третьего полёта Ф. Юрчихина составила 163 суток, 07 часов, 10 минут, 47 секунд.
Во время третьего полёта Ф. Юрчихин вёл свой блог на сайте Федерального космического агентства, а также был ведущим детской передачи «Пора в космос!» телеканала «Карусель».

## Четвёртый полёт
Стартовал 29 мая 2013 года в качестве командира космического корабля «Союз ТМА-09М» вместе с Карен Найберг (США), Лука Пармитано (Италия). Уже менее чем через 6 часов корабль пристыковался к МКС. После 163 суток в космосе вернулся на Землю 11 ноября 2013 года.

## Пятый полёт
С 1 по 17 ноября 2016 года Фёдор Юрчихин, Джек Фишер, а также астронавт Паоло Несполи проходили на космодроме Байконур предстартовую подготовку в составе дублирующего экипажа ТПК «Союз МС-03».
28 октября 2016 года Межведомственная комиссия Госкорпорации «РОСКОСМОС» утвердила составы основных и дублирующих экипажей длительных экспедиций (МКС-51/52, 52/53, 53/54, 54/55) к Международной космической станции в 2017 году. Юрчихин Фёдор Николаевич назначен бортинженером экспедиции МКС-51, командиром экспедиции МКС-52 и командиром основного экипажа ТПК «Союз МС-04».
Стартовал 20 апреля 2017 года в 10:13 мск с «Гагаринского старта» космодрома Байконур в качестве командира экипажа космического корабля «Союз МС-04» (позывной — Олимп), бортинженера экипажа Международной космической станции по программе основной космической экспедиции МКС-51 и командира экспедиции МКС-52. Вернулся на Землю, на территорию Казахстана в спускаемой капсуле корабля «Союз МС-04» вместе с астронавтами NASA Пегги Уитсон и Джеком Фишером 3 сентября 2017 года.
Статистика
| # | Стартовый корабль | Старт, UTC        | Экспедиция              | Корабль посадки  | Посадка, UTC      | Налёт                        | Выходы в открытый космос | Время в открытом космосе |
| - | ----------------- | ----------------- | ----------------------- | ---------------- | ----------------- | ---------------------------- | ------------------------ | ------------------------ |
| 1 | Атлантис STS-112  | 07.10.2002, 19:45 | Атлантис STS-112, МКС-5 | Атлантис STS-112 | 18.10.2002, 15:43 | 10 суток 19 часов 57 минут   | 0                        | 0                        |
| 2 | Союз ТМА-10       | 07.04.2007, 17:31 | Союз ТМА-10, МКС-15     | Союз ТМА-10      | 21.10.2007, 10:35 | 196 суток 17 часов 04 минуты | 3                        | 18 часов 44 минуты       |
| 3 | Союз ТМА-19       | 15.06.2010, 21:35 | Союз ТМА-19, МКС-24/25  | Союз ТМА-19      | 26.11.2010, 04:46 | 163 суток 07 часов 11 минут  | 2                        | 13 часов 09 минут        |
| 4 | Союз ТМА-09М      | 28.05.2013, 20:31 | Союз ТМА-09М, МКС-36/37 | Союз ТМА-09М     | 11.11.2013, 02:49 | 166 суток 06 часов 17 минут  | 3                        | 20 часов 01 минута       |
| 5 | Союз МС-04        | 20.04.2017, 07:13 | Союз МС-04, МКС-51/52   | Союз МС-04       | 03.09.2017, 01:21 | 135 суток 18 часов 07 минут  | 1                        | 07 часов 34 минуты       |
|   |                   |                   |                         |                  |                   | 672 суток 20 часов 38 минут  | 9                        | 59 часов 28 минут        |

## Почётные звания и награды
- Герой Российской Федерации (Указ Президента Российской Федерации от 23 октября 2008 года № 1520)
- Орден «За заслуги перед Отечеством» II степени (13 ноября 2018 года) — за большой вклад в развитие пилотируемой космонавтики, укрепление международного сотрудничества в области исследования и использования космического пространства[20]
- Орден «За заслуги перед Отечеством» III степени (10 октября 2015 года) — за мужество и высокий профессионализм, проявленные при осуществлении длительного космического полёта на Международной космической станции[21]
- Орден «За заслуги перед Отечеством» IV степени (12 апреля 2011 года) — за мужество и высокий профессионализм, проявленные при осуществлении длительного космического полёта на Международной космической станции[22]
- Орден Дружбы (21 сентября 2003 года) — за успешное осуществление космического полёта в составе международного экипажа, укрепление дружбы и сотрудничества между народами[23]
- Лётчик-космонавт Российской Федерации (21 сентября 2003 года) — за успешное осуществление космического полёта в составе международного экипажа, укрепление дружбы и сотрудничества между народами[23]
- Медаль «За заслуги в проведении Всероссийской переписи населения» (2003)
- Медаль Алексея Леонова (Кемеровская область, 2015) — за восемь совершённых выходов в открытый космос[24]
- Командор ордена Феникса (Греция)
- Медаль «За космический полёт» (NASA Space Flight Medal)

## Общественная позиция
В 2024 году стал доверенным лицом кандидата в президенты России Владимира Путина.

## Увлечения
Коллекционирование марок и космических логотипов, спорт, история космонавтики, популяризация космоса, чтение исторической литературы, фантастики и классики. Радиолюбитель с позывным RN3FI.